# Folhas ao Vento
Folhas ao Vento é uma telenovela brasileira produzida pela extinta TV Excelsior e exibida de 31 de agosto a 30 de outubro de 1964 no horário das 19h30, totalizando 45 capítulos. Foi escrita e dirigida por Ciro Bassini.

## Sinopse
Conta a história de um viúvo que enfrenta vários problemas ao assumir um segundo casamento.

## Elenco
| Ator/Atriz        | Personagem |
| ----------------- | ---------- |
| Carlos Zara       |            |
| Arlete Montenegro |            |
| Ivan Mesquita     |            |
| Wilma de Aguiar   |            |
| Lucy Rangel       |            |
| Edmundo Lopes     |            |
| Mário Guimarães   |            |
| Jacyra Silva      |            |
| Marilia Melillo   |            |